# Sekundærrute 417
De Sekundærrute 417 is een secundaire weg in Denemarken. De weg loopt van Foldingbro naar Vejle. De Sekundærrute 417 loopt door Zuid-Denemarken en is ongeveer 49 kilometer lang.